# 5 octobre 2014
 (janvier 2023).
Le dimanche 5 octobre 2014 est le 278e jour de l'année 2014.

## Décès
- David Chavchavadze 	Prince géorgien, écrivain et officier américain.
- Andrea De Cesaris 	Pilote automobile italien.
- Anna-Maria Gherardi 	Actrice italienne.
- Göte Hagström 	Athlète suédois, médaillé de bronze aux Jeux olympiques d'été de 1948.
- Geoffrey Holder 	Acteur, chorégraphe, metteur en scène, danseur, artiste peintre et chanteur trinidadien.
- Arin Mirkan 	Membre de l'Unités de protection de la femme 	?
- Misty Upham 	Actrice américaine.
- Iouri Lioubimov 	Acteur russe et metteur en scène de théâtre.
- Jules blanchi Pilote de Formule 1

## Événements
- le pilote français de Formule 1 Jules Bianchi est victime d'un accident lors du Grand Prix automobile du Japon à Suzuka ;
- élections générales et élection présidentielle au Brésil. La présidente sortante Dilma Rousseff arrive largement en tête de ce premier tour avec 41 % des voix et se qualifie pour le second tour qui aura lieu le 26 octobre. Elle se retrouvera face au candidat du Parti de la social-démocratie brésilienne (PSDB), Aecio Neves, qui a créé la surprise en recueillant 33 % éliminant l'écologiste Marina Silva qui a un temps été donnée favorite au second tour contre Dilma Rousseff ;
- élections législatives bulgares. Le parti GERB de l'ancien premier ministre de centre-droit Boïko Borissov arrive en tête mais loin de la majorité absolue de 121 sièges, ce qui laisse craindre des difficultés à constituer un nouveau gouvernement ;
- le pape François ouvre le synode des évêques sur la famille.